# Waiotemarama Falls
Die Waiotemarama Falls (von Maori Waiotemaramas ‚Wasser des Mondes‘) sind ein Wasserfall im Waima Forest auf der Nordinsel Neuseelands. Er liegt im Lauf des Waiotemarama Stream im Gebiet der Ortschaft Waimamaku östlich von Opononi. Seine Fallhöhe beträgt rund 20 Meter.
Vom New Zealand State Highway 12 zweigt nördlich von Opononi die Waiotemarama Gorge Road nach Südosten ab, die nach 6,3 km zu einem Besucherparkplatz führt. Von dort leitet der Waiotemarama Waterfall Walk, eine Teilstrecke des 5,7 km langen Hauturu Highpoint Track, nach 546 m zum Wasserfall.